# S&M (musikalbum)
S&M är ett livealbum av Metallica som utkom 1999. S&M står för Symphony & Metallica och albumet är inspelat i San Francisco tillsammans med symfoniorkestern San Francisco Symphony. Två nya låtar finns med, "No Leaf Clover" och "-Human". Konserten finns även på dvd.

## Låtlista
Skiva 1
1. "The Ecstasy of Gold" (Ennio Morricone) - 2:30
2. "The Call of Ktulu" (Cliff Burton, James Hetfield, Dave Mustaine, Lars Ulrich) - 9:34
3. "Master of Puppets" (Cliff Burton, Kirk Hammett, James Hetfield, Lars Ulrich) - 8:54
4. "Of Wolf and Man" (Kirk Hammett, James Hetfield, Lars Ulrich) - 4:18
5. "The Thing That Should Not Be" (Kirk Hammett, James Hetfield, Lars Ulrich) - 7:26
6. "Fuel" (Kirk Hammett, James Hetfield, Lars Ulrich) - 4:35
7. "The Memory Remains" (James Hetfield, Lars Ulrich) - 4:42
8. "No Leaf Clover" (James Hetfield, Lars Ulrich) - 5:43
9. "Hero of the Day" (Kirk Hammett, James Hetfield, Lars Ulrich) - 4:44
10. "Devil's Dance" (James Hetfield, Lars Ulrich) - 5:26
11. "Bleeding Me" (Kirk Hammett, James Hetfield, Lars Ulrich) - 9:01

Skiva 2
1. "Nothing Else Matters" (James Hetfield, Lars Ulrich) - 6:47
2. "Until It Sleeps" (James Hetfield, Lars Ulrich) - 4:29
3. "For Whom the Bell Tolls" (Cliff Burton, James Hetfield, Lars Ulrich) - 4:52
4. "-Human" (James Hetfield, Lars Ulrich) - 4:19
5. "Wherever I May Roam" (James Hetfield, Lars Ulrich) - 7:01
6. "The Outlaw Torn" (James Hetfield, Lars Ulrich) - 9:58
7. "Sad But True" (James Hetfield, Lars Ulrich) - 5:46
8. "One" (James Hetfield, Lars Ulrich) - 7:53
9. "Enter Sandman" (Kirk Hammett, James Hetfield, Lars Ulrich) - 7:39
10. "Battery" (James Hetfield, Lars Ulrich) - 7:24